# Porto de Poole

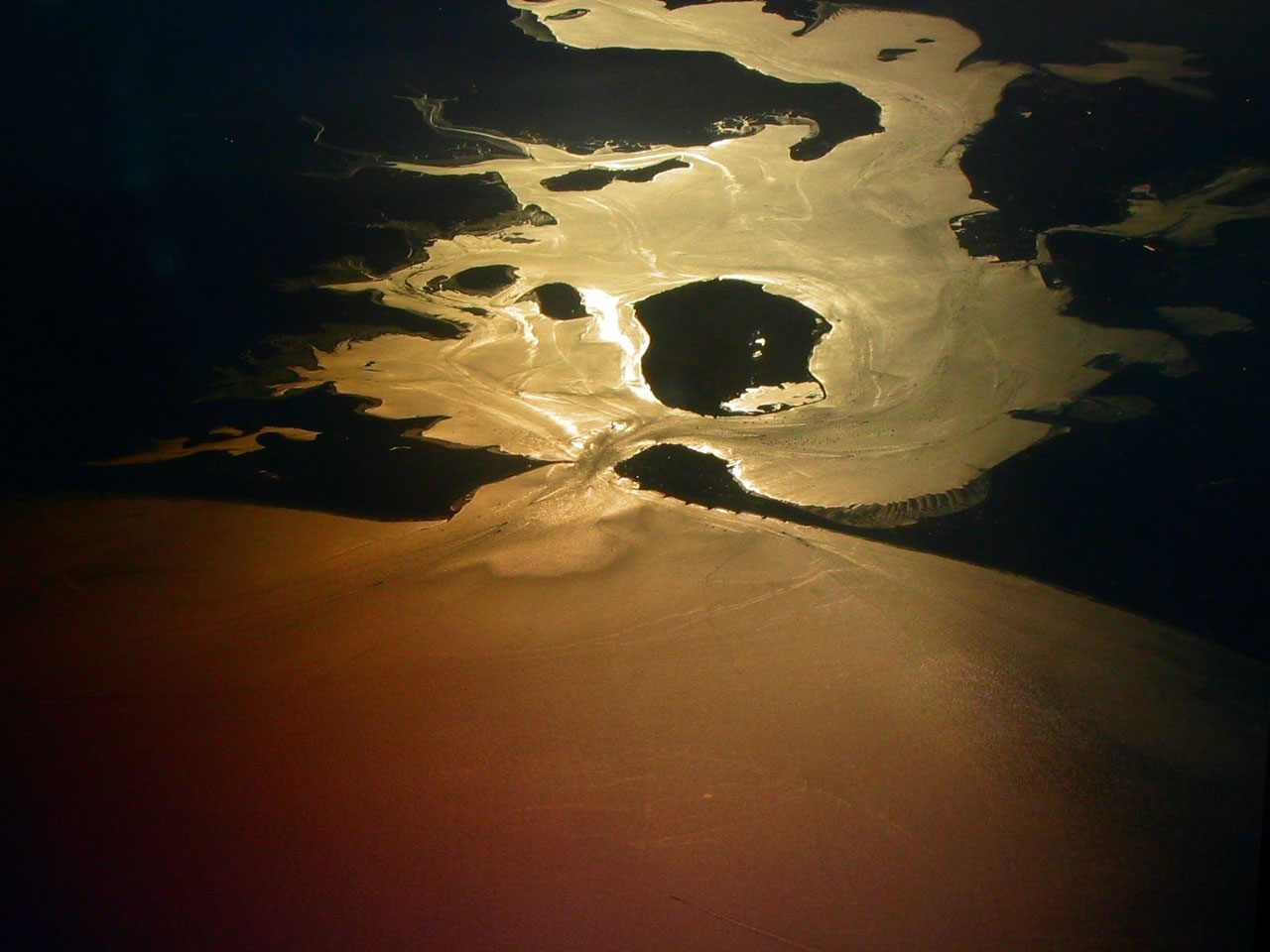
Vista aérea da entrada do porto.

O Porto de Poole é um enorme porto natural em Dorset, no sul da Inglaterra, com a cidade de Poole em suas beiradas. O porto é um vale submerso (ria) formado no fim da última idade do gelo e é o estuário de muitos rios, sendo o maior o Frome. O porto tem uma extensa história de conquista humana que se dura até o período pré-romano. O porto é bastante raso com um canal principal dragado ao longo do porto, a partir da foz até a Baía de Holes. Poole Harbour tem uma área de aproximadamente 36 km2.